# Isländische Fußballmeisterschaft 1914
Die isländische Fußballmeisterschaft 1914 war die dritte Spielzeit der höchsten isländischen Fußballliga. Wie bereits im Vorjahr war Fram Reykjavík einziger Teilnehmer der Liga, und damit definitionsgemäß isländischer Meister.
Durch den zweiten Titel avancierte Fram zum isländischen Rekordmeister und sollte dies bis inklusive 1951 (zuletzt gemeinsam mit KR Reykjavík) bleiben.

## Tabelle
| Pl. | Verein         | Sp. | S | U | N | Tore    | Quote | Punkte |
| --- | -------------- | --- | - | - | - | ------- | ----- | ------ |
| 1.  | Fram Reykjavík | 0   | 0 | 0 | 0 | 000:000 | 1,00  | 0:0    |